# Aurélie Halbwachs
Aurélie Marie Halbwachs, née le 24 août 1986 à Curepipe à Maurice, est une coureuse cycliste mauricienne. Elle a notamment terminé à de nombreuses reprises sur le podium du championnat d'Afrique du contre-la-montre dont plusieurs victoires.

## Biographie
Elle gagne le championnat d'Afrique du contre-la-montre en 2006 et plusieurs médailles entre 2007 et 2010. En 2007, elle rejoint l’équipe Montauban Cycling Féminin 82 et remporte la Ladies Berry Classic's Cher, une des épreuves de la Coupe de France. Elle termine également 40e de La Grande Boucle féminine internationale et 45e du championnat du monde du contre-la-montre. En 2008, elle participe aux Jeux olympiques de Pékin. Elle termine 62e de la course en ligne.

## Palmarès sur route
- 2006
  -  Championne d'Afrique du contre-la-montre
  - 4e du championnat d'Afrique sur route
- 2007
  - Ladies Berry Classic's Cher
  -  Médaillée de bronze du championnat d'Afrique du contre-la-montre
- 2008
  -  Médaillée de bronze du championnat d'Afrique sur route
  -  Médaillée de bronze du championnat d'Afrique du contre-la-montre
- 2009
  -  Médaillée de bronze du championnat d'Afrique du contre-la-montre
  - 4e du championnat d'Afrique sur route
- 2010
  -  Médaillée d'argent du championnat d'Afrique du contre-la-montre
  -  Médaillée de bronze du championnat d'Afrique sur route
- 2011
  -  Champion de Maurice sur route
  -  Champion de Maurice du contre-la-montre
  -  Médaillée d'argent du contre-la-montre aux Jeux africains
  -  Médaillée de bronze de la course en ligne Jeux africains
  -  Médaillée de bronze du championnat d'Afrique du contre-la-montre
  -  Médaillée de bronze du championnat d'Afrique sur route
- 2012
  -  Champion de Maurice sur route
  -  Champion de Maurice du contre-la-montre
- 2014
  -  Champion de Maurice du contre-la-montre par équipes
- 2015
  -  Médaillée de bronze du championnat d'Afrique du contre-la-montre
- 2016
  - 2e du championnat de Maurice sur route
- 2017
  -  Championne d'Afrique sur route
  -  Championne d'Afrique du contre-la-montre
- 2019
  -  Médaillée d'argent de la course en ligne aux Jeux africains
- 2020
  -  Champion de Maurice sur route
  -  Champion de Maurice du contre-la-montre
- 2022
  -  Champion de Maurice sur route
  -  Champion de Maurice du contre-la-montre
- 2023
  -  Championne d'Afrique du contre-la-montre
  -  Championne d'Afrique du contre-la-montre par équipes
  -  Championne d'Afrique du contre-la-montre par équipes mixtes
  -  Médaillée d'or du contre-la-montre aux Jeux des îles de l'océan Indien
  -  Champion de Maurice sur route
  -  Champion de Maurice du contre-la-montre
  -  Médaillée d'argent du contre-la-montre par équipes aux Jeux des îles de l'océan Indien
- 2024
  -  Médaillée d'or du contre-la-montre aux Jeux africains
  -  Médaillée d'or du contre-la-montre par équipes mixtes aux Jeux africains
  -  Médaillée d'argent de la course en ligne aux Jeux africains
  -  Médaillée de bronze du contre-la-montre par équipes aux Jeux africains

### Classements mondiaux
| Année                                 | 2009 | 2010 | 2011 | 2012 | 2013 | 2014 | 2015 | 2016 | 2017 | 2018 | 2019 | 2020 | 2021 | 2022 | 2023 | 2024 |
| ------------------------------------- | ---- | ---- | ---- | ---- | ---- | ---- | ---- | ---- | ---- | ---- | ---- | ---- | ---- | ---- | ---- | ---- |
| Classement UCI                        | 103e | 125e | 110e | 157e | nc   | nc   | 575e | 288e | 144e | 451e | 120e | 185e | nc   | 482e | 195e | 152e |
|                                       |      |      |      |      |      |      |      |      |      |      |      |      |      |      |      |      |
| Légende : nc = non classéSource : UCI |      |      |      |      |      |      |      |      |      |      |      |      |      |      |      |      |

## Palmarès en VTT
- 2012
  -  Médaillée d'argent du championnat d'Afrique de cross-country
- 2013
  -  Médaillée d'argent du championnat d'Afrique de cross-country
- 2017
  -  Championne d'Afrique de cross-country marathon
  -  Médaillée d'argent du championnat d'Afrique de cross-country
- 2019
  -  Champion de Maurice de cross-country
  -  Médaillée d'argent du cross-country aux Jeux africains
  -  Médaillée d'argent du cross-country marathon aux Jeux africains
- 2022
  - 2e du championnat de Maurice de cross-country marathon
- 2023
  -  Champion de Maurice de cross-country
  - 2e du championnat de Maurice de cross-country marathon
- 2024
  -  Champion de Maurice de cross-country marathon
  -  Médaillée d'argent du championnat d'Afrique de cross-country short track
  -  Médaillée d'argent du championnat d'Afrique de cross-country
- 2025
  -  Championne de Maurice de cross-country